# Eugen Kapp
Eugen Kapp (ur. 30 kwietnia?/13 maja 1908 w Astrachaniu, zm. 29 października 1996 w Tallinnie)  – radziecki i estoński kompozytor i pedagog.

## Życiorys
Był synem kompozytora i pedagoga Artura Kappa . W latach 1922–1926 studiował w Konserwatorium w Tallinnie grę fortepianową u Peetera Ramula i Theodora Lemby, a następnie w klasie kompozycji swojego ojca . Po ukończeniu studiów w 1931 dołączył do grona wykadowców Konserwatorium, od 1935 prowadząc klasę teorii muzyki, a od 1941 kompozycji. W 1947 otrzymał nominację na profesora nadzwyczajnego tegoż Konserwatorium. W latach 1952–1964 pełnił funkcję jego rektora; równocześnie w latach 1949–1957, a następnie 1964–1966 zarządzał wydziałem kompozycji. Jego uczniami byli m.in. Eino Tamberg, Gennadi Taniel i Olav Ehala.
W latach 1948–1965 był przewodniczącym Związku Kompozytorów Estońskich . Działał również jako polityk w radzieckiej Estonii. Był członkiem Komitetu Centralnego Komunistycznej Partii Estonii (1951–1961), deputowanym do Rady Najwyższej Estonii (1947–1955) i Rady Najwyższej ZSRR (1954–1962).
Jego muzyka, charakteryzująca się prostą harmonią, marszowym rytmem i konsonującą melodyjnością, dobrze wpisywała się w styl socrealistyczny, preferowany przez władzę radziecką w latach 40. i 50.. Komponował utwory sceniczne (opery, balety, operetki), orkiestrowe (koncert fortepianowy, 3 symfonie, suity), kameralne (kwartety smyczkowe, sonaty) i wokalne (oratorium, kantaty, pieśni)  .

## Nagrody i odznaczenia
(na podstawie materiałów źródłowych 
- 1946 – Nagroda Stalinowska za operę Tasuleegid (Fire of Revenge)
- 1946 – Nagroda Państwowa ZSRR
- 1948 – Nagroda Państwowa Estońskiej SRR
- 1949 – Nagroda Państwowa ZSRR
- 1950 – Order Lenina
- 1950 – Nagroda Stalinowska za operę Vabaduse laulik (Bard of Freedom)
- 1950 – Nagroda Państwowa Estońskiej SRR
- 1950 – tytuł Ludowego Artysty Estońskiej SRR
- 1952 – Nagroda Stalinowska za balet Kalevipoeg
- 1952 – Nagroda Państwowa ZSRR
- 1956 – tytuł Ludowego Artysty ZSRR
- 1977 – Nagroda Państwowa Estońskiej SRR
- 1978 – Order Lenina
- 1978 – Bohater Pracy Socjalistycznej
- 1988 – Order Przyjaźni Narodów